# Sankt Nikolai kyrka, Jambol
Sankt Nikolai kyrka (bulgariska: Църква Свети Николай Чудотворец; translitteration: Tsarkva Sveti Nikolaj) är en bulgarisk-ortodox kyrkobyggnad belägen vid Alexander Stamboliyski-gatan 25, i den centrala delen av staden Jambol i regionen Jambol, i sydöstra Bulgarien. 
Kyrkan är helgad åt Sankt Nikolaus och tillhör Slivens stift.

## Historik

### Tidigare kapell
Efter att Bulgarien hade blivit självständigt från Osmanska riket, byggde ryska militärer ett kapell som också var helgat åt Sankt Nikolaus. Kapellet invigdes den 6 augusti 1878 och under en tid var det det enda kristna bönehuset i Jambol.

### Nuvarande kyrka
Grundstenen till den nuvarande kyrkan lades den 19 juni 1894, på initiativ av stadens dåvarande borgmästare, Nikola Popov. Gudstjänsterna i kyrkan började 1899.
Mellan 1923 och 1926 byggdes kyrkan om, där de två tornen på sidorna och den centrala kupolen uppfördes. Efter det blev kyrkan en symbol för staden.